# Білгез
Білгез (рум. Bilghez) — село у повіті Селаж в Румунії. Входить до складу комуни Нушфалеу.
Село розташоване на відстані 406 км на північний захід від Бухареста, 26 км на захід від Залеу, 84 км на північний захід від Клуж-Напоки.

## Населення
За даними перепису населення 2002 року у селі проживали 450 осіб, з них 448 осіб (99,6%) угорців. Рідною мовою 448 осіб (99,6%) назвали угорську.